# Dominikus Tschudi
Dominikus I. Tschudi (* 17. Januar 1597 in Wil als Balthasar Tschudi; † 6. Januar 1654 in Baden) war ein Schweizer Benediktinermönch. Von 1644 bis zu seinem Tod war er Abt des Klosters Muri in den Freien Ämtern (im heutigen Kanton Aargau).

## Biografie
Der Neffe des bekannten Historikers Aegidius Tschudi trat 1610 in die Klosterschule von Muri ein. Sein Vater war Melchior Tschudi, Kanzler der Fürstabtei St. Gallen in Wil, seine Mutter hiess Verena Giezendanner. 1613 legte Tschudi die Profess ab. anschliessend studierte er Philosophie an der Universität Dillingen und Kirchenrecht an der Universität Ingolstadt. Nachdem er 1622 mit dem Lizenziat abgeschlossen hatte, kehrte er nach Muri zurück und arbeitete als Sekretär von Abt Johann Jodok Singisen.
Ab 1630 war Tschudi zusätzlich als Sekretär der Schweizerischen Benediktinerkongregation tätig. Später amtierte er als Novizenmeister, ab 1642 hatte er die ökonomische Leitung des Klosters inne. Nach Singisens Tod wurde Tschudi im November 1644 zum neuen Abt gewählt. 1647 veranlasste er die  Überführung der Reliquien des Katakombenheiligen Leontius und Benedikt Martyr von Rom nach Muri. Daraufhin war das Kloster ein viel besuchter Wallfahrtsort.
Von 1645 bis 1654 war Tschudi als Visitator der Benediktinerkongregation tätig. 1651 erwarb er für die Abtei die Herrschaft Klingenberg bei Homburg im Thurgau. Die katholischen Schirmorte hatten ihn zu diesem Schritt aufgefordert, damit die zum Verkauf stehende Herrschaft in katholischen Händen blieb. Die Abtei musste dafür eine Anleihe aufnehmen, deren Rückzahlung sich über mehrere Jahrzehnte erstreckte. 1653 trat Tschudi im Bauernkrieg als Vermittler in Erscheinung.
Er liegt in der Leontiuskapelle der Klosterkirche von Muri begraben.